# 바호누에보 환초
바조누에보뱅크(Bajo Nuevo Bank)는 카리브해에 위치한 사람들이 살지 않는 미국령 군소 제도의 섬들 중 하나이다. 섬의 면적은 약 0.02km2이다.

## 개요

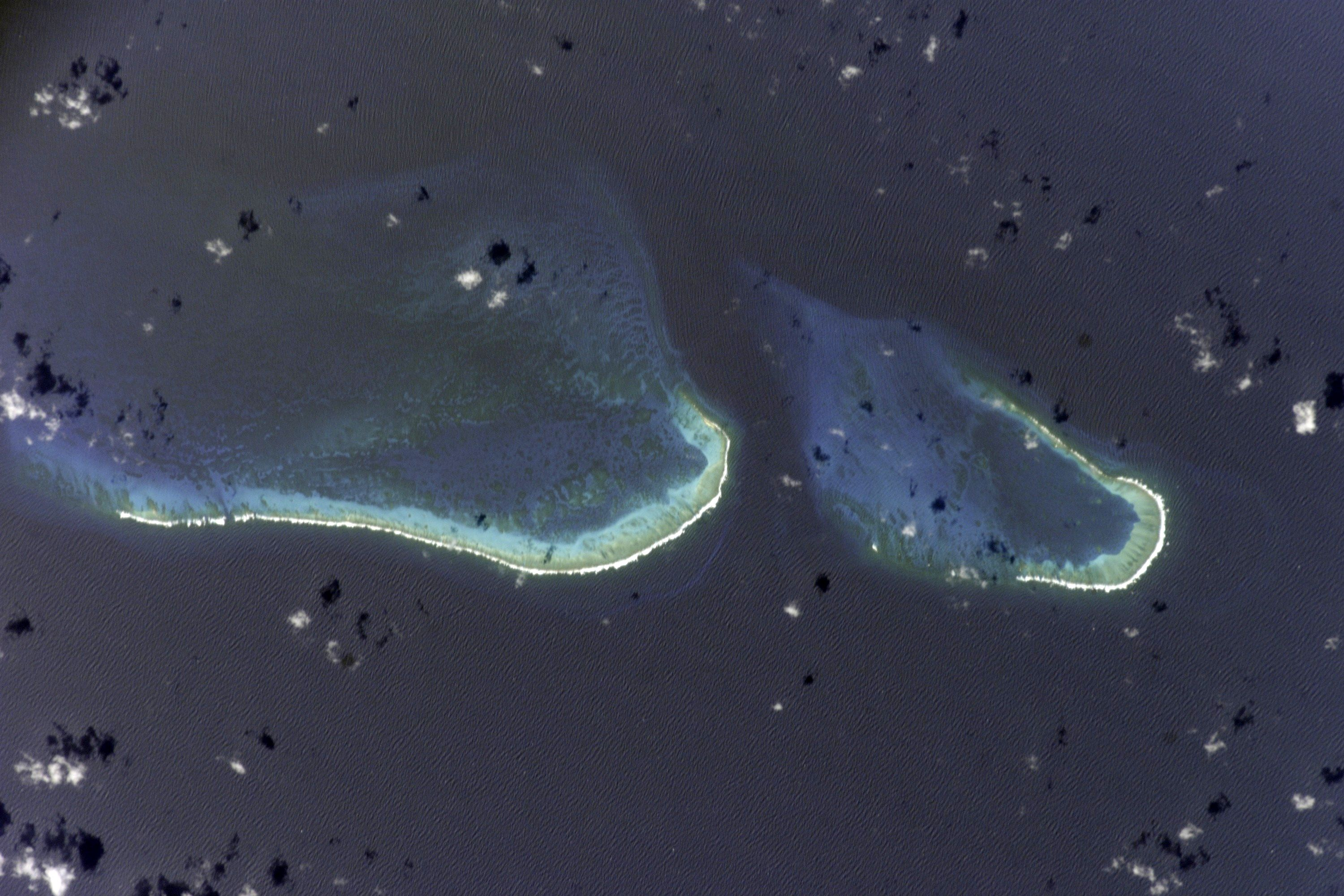
바조누에보뱅크의 위성 사진

세라닐라뱅크로 부터 서쪽으로 약 109km 떨어져 있으며, 현재는 콜롬비아, 자메이카, 니카라과, 온두라스 등이 영토 분쟁 중이라고 한다. 저 환초 안에는 15초 마다 두개의 흰 빛을 방출하는 등대가 있다. 등대 높이는 약 21m이다. 지금 바조누에보 환초는 2008년 2월에는 콜롬비아 국방부에 의해 재건하였고 현재는 콜롬비아 해군들이 관리중이다.